# Bad Spirit
Bad Spirit (Hah-gweh-da-et-gah, Enigonhahetgea, Enigohatgea; Ka'tikenhra:ksen, Got-ti-gah-rak-senh; Evil Mind, Bad Mind, Left-Handed Twin) U mitologiji nekih zajednica Cayuga, Oneida i Tuscarora, Bad Spirit je jedan od Bogova Blizanaca (Dehadikeh), sinova majke božice Sky Woman (Atahensic). U mitologiji drugih plemena Irokeza, Sky Woman je umjesto toga bila baka legendarnih blizanaca. Zli duh je bio antagonist čovječanstva, stvarajući prirodne katastrofe, bolesti i otrovne životinje; prema nekim pričama čak je i smrt donio na svijet. U međuvremenu se njegov brat, Dobri Duh (Enigorio), protivio svemu što je činio i pokušavao pomoći ljudima. Prema većini verzija mita dva brata su se na kraju potukla, a Dobri Duh je pobijedio.
Ostali detalji mita o lošem duhu uvelike se razlikuju ovisno o zajednici i pripovjedaču. U nekim verzijama, Bad Spirit je gotovo identičan Huronskom Tawiscari, i ubija svoju majku pri porodu probijajući joj se kroz bok. U mnogim verzijama, Sky Woman preživi i pokušava posredovati između svojih sinova-- najčešće se zalaže za ravnotežu, govoreći da mora postojati i dobro i zlo u svijetu, ali ponekad preuzima ulogu Dobrog Duha i pomaže zatvoriti Lošeg Duha, a ponekad daje prednost Lošem duhu, a odbija Dobrog duha jer ga je porazio.